# Мокинское сельское поселение
Мо́кинское се́льское поселе́ние — муниципальное образование в составе Советского района Кировской области России.
Административный центр — село Мокино.

## История
Мокинское сельское поселение образовано 1 января 2006 года согласно Закону Кировской области от 07.12.2004 № 284-ЗО.

## Население
| 2010 | 2012 | 2013 | 2014 | 2015 | 2016 | 2017 |
| ---- | ---- | ---- | ---- | ---- | ---- | ---- |
| 737  | ↘706 | ↘678 | ↘675 | ↘661 | ↘655 | ↘624 |
| 2018 | 2019 | 2020 | 2021 |      |      |      |
| ↘601 | ↘586 | ↘582 | ↘555 |      |      |      |

## Состав сельского поселения
| № | Населённый пункт  | Тип населённого пункта       | Население |
| - | ----------------- | ---------------------------- | --------- |
| 1 | Ваничи            | деревня                      | 50        |
| 2 | Воробьева Гора    | деревня                      | 241       |
| 3 | Кошкино           | деревня                      | 1         |
| 4 | Мокино            | село, административный центр | 437       |
| 5 | Серебряный Родник | хутор                        | 1         |
| 6 | Шапталино         | деревня                      | 7         |

### Упразднённые населённые пункты
Деревня Москичи.